# Fußball-Bundesliga/Rekorde/1. FC Heidenheim 1846
Der Artikel Fußball-Bundesliga/Rekorde/1. FC Heidenheim 1846 listet die vereinsspezifischen Rekorde des 1. FC Heidenheim 1846 auf, die mit Bezug auf die Zugehörigkeit zur deutschen Fußball-Bundesliga gehalten werden.
Der Verein ist aktuell Bundesligist (Stand: Saison 2025/26).

Siehe auch: 

## Vorbemerkung
Es besteht eine Unterteilung zwischen Positiv- und Negativrekorden sowie vereinsinternen Bestmarken. Weitere Rekorde, die dem Verein nicht zuzuordnen sind, werden im Hauptartikel unter „Allgemein“ gelistet. Dort bestehen zudem die Rubriken „Trainerspezifische Rekorde“, „Schiedsrichterspezifische Rekorde“ sowie „Sonstige Rekorde“. Es besteht außerdem die Möglichkeit „In nächster Zeit möglicherweise fallende Bestmarken“ im unteren Bereich der Hauptseite festzuhalten, bzw. die neuen Rekorde an die passenden Stellen einzusortieren. Wenn möglich, wird zu einem Positivrekord auch der Negativrekord als Gegenstück gelistet (und andersrum). Die Liste erhebt keinen Anspruch auf Vollständigkeit.

## 1. FC Heidenheim 1846
Aktuelle Platzierung in der Ewigen Tabelle der Fußball-Bundesliga: Platz 48 von 58 (Stand: Saisonende 2024/25)

### Positivrekorde
- jüngster Strafstoß-Schütze: Paul Wanner (18 Jahre, 8 Monate und 9 Tage, am 1. September 2024, verwandelt, Stand: 34. Spieltag 2024/25)[2][3]
- meiste Spiele in Folge mit Beteiligung eines Vereins, in welchem beide Kontrahenten mindestens einen Strafstoß erhielten: 3 (6 Strafstöße, je einer pro Spiel und Mannschaft, im Duell mit der TSG Hoffenheim, Borussia Dortmund, und Werder Bremen, 2.–4. Spieltag 2023/24, Heidenheim vergab einmal, Bremen traf einmal im Nachschuss, andere waren drin)[4]
- meiste Strafstöße an den ersten 4 Spieltagen unter Beteiligung einer Mannschaft: 6 (2023/24)[5]
- Trainer mit der längsten Amtszeit: Frank Schmidt (6454 Tage entsprechen 17 Jahren und 250 Tagen, im Amt seit 17. September 2007, Stand: 26. Mai 2025)[6][7]
- beste Tabellenplatzierung mit nur 14 Punkten nach Einführung der 3-Punkte-Regel (1995) nach 20 Spieltagen: 16. der Tabelle (2024/25, Stand: 34. Spieltag 2024/25)[8]
- beste Tabellenplatzierung mit nur 14 Punkten nach Einführung der 3-Punkte-Regel (1995) nach 21 Spieltagen: 16. der Tabelle  (2024/25, Stand: 34. Spieltag 2024/25)[8][9]
- beste Tabellenplatzierung mit nur 14 Punkten nach Einführung der 3-Punkte-Regel (1995) nach 22 Spieltagen: 16. der Tabelle  (2024/25, Stand: 34. Spieltag 2024/25)[8][9]

### Negativrekorde
- prozentual niedrigster Ballbesitz in einer ersten Halbzeit: 86:14 (bei der 2:4-Niederlage, gegen den FC Bayern, am 13. Spieltag 2024/25, (Halbzeitergebnis: 0:1-Rückstand), Stand: 34. Spieltag 2024/25)[10][11]
- wenigste Punkte eines 16. der Tabelle nach Einführung der 3-Punkte-Regel (1995) nach 20 Spieltagen: 14 (2024/25, Stand: 34. Spieltag 2024/25)[8]
- wenigste Punkte eines 16. der Tabelle nach Einführung der 3-Punkte-Regel (1995) nach 21 Spieltagen: 14 (2024/25, Stand: 34. Spieltag 2024/25)[8][9]
- wenigste Punkte eines 16. der Tabelle nach Einführung der 3-Punkte-Regel (1995) nach 22 Spieltagen: 14 (2024/25, Stand: 34. Spieltag 2024/25)[8][9]

### Vereinsintern
- Rekordspieler: Patrick Mainka (68 Einsätze, Stand: 34. Spieltag 2024/25)[12][13]
- Rekordtorhüter: Kevin Müller (67 Einsätze, Stand: 34. Spieltag 2024/25)[12][13]
- ausländischer Rekordspieler: Léo Scienza (25 Einsätze, Brasilianer/Luxemburger, Stand: 34. Spieltag 2024/25)[12]
- Rekordtorschütze: Tim Kleindienst (12 Tore, Stand: 34. Spieltag 2024/25)[14][15]
- ausländischer Rekordtorschütze: Mathias Honsak (5 Tore, Österreicher, Stand: 34. Spieltag 2024/25)[14]
- erster Torschütze: Niklas Beste (zum 1:0 in der 26. Minute per direktem Freistoß bei der 2:3-Niederlage gegen die TSG Hoffenheim am 2. Spieltag 2023/24)[16][17]
- schnellster Spieler: Sirlord Conteh wurde mit 36,82 km/h gemessen (13. Spieltag 2024/25, Stand: 34. Spieltag 2024/25)[18][19][20][21][11][22]
- jüngster Spieler: Paul Wanner (18 Jahre, 10 Monate und 10 Tage, Stand: 34. Spieltag 2024/25)[23]
- ältester Spieler: Kevin Müller (34 Jahre und 48 Tage, am 32. Spieltag 2024/25, am 2. Mai 2025)[24]
- ältester Debütant: Kevin Müller (32 Jahre und 157 Tage, am 19. August 2023)[25]
- ältester Torschütze: Patrick Mainka (30 Jahre, 2 Monate und 19 Tage, am 25. Januar 2025, zum zwischenzeitlichen 1:1-Ausgleich, gegen den FC Augsburg, am 19. Spieltag 224/25, Stand: 23. Spieltag 2024/25)[26][27][28]
- jüngste Startelf: 26,8 Jahre (1. Spieltag 2023/24, Stand: 3. Spieltag 2023/24)[29]
- älteste Startelf: 28,0 (26. Spieltag 2023/24, Stand: 26. Spieltag 2023/24)[30][31][32]
- erster Sieg: 4:2 (gegen Werder Bremen, am 17. September 2023, 4. Spieltag)[4][33]
- frühester Treffer: 3. Minute (durch Nikola Dovedan, beim 2:2-Unentschieden bei Union Berlin, am 23. Spieltag 2023/24, Stand: 33. Spieltag 2024/25)[27]
- frühester Gegentreffer: 1. Minute (durch Marco Grüll, beim 3:3-Unentschieden beim den SV Werder Bremen, am 17. Spieltag 2024/25, Stand: 33. Spieltag 2025/25)[34][35]
- früheste 2 Treffer: nach 13 Minuten (beim 2:2-Unentschieden, bei RB Leipzig, zum 1:0 in der 6. Minute, durch Mathias Honsak und zum 2:0 in der 13. Minute, durch Marvin Pieringer, 23. Spieltag 2024/25, Stand: 33. Spieltag 2024/25)[36]
- früheste 2:0-Führung: nach 13 Minuten (beim 2:2-Unentschieden, bei RB Leipzig, zum 1:0 in der 6. Minute, durch Mathias Honsak und zum 2:0 in der 13. Minute, durch Marvin Pieringer, 23. Spieltag 2024/25, Stand: 33. Spieltag 2024/25)[36]
- spätester Treffer: 95. Spielminute (durch Léo Scienza beim 3:3-Unentschieden gegen Werder Bremen, am 17. Spieltag 2024/25, Stand: 33. Spieltag 2024/25)[37][35]
- jüngster Torschütze: Paul Wanner (18 Jahre, 8 Monate und 2 Tage, Stand: 33. Spieltag 2024/25)[38]
- jüngster Spieler mit 2 Toren: Paul Wanner (18 Jahre, 8 Monate und 9 Tage, Stand: 33. Spieltag 2024/25)[14]
- jüngster Spieler mit 3 Toren: Paul Wanner (18 Jahre, 11 Monate und 22 Tage Stand: 33. Spieltag 2024/25)[14]
- jüngster Spieler mit 4 Toren: Eren Dinkçi (Stand: 33. Spieltag 2024/25)[14]
- jüngster Spieler mit 5 Toren: Eren Dinkçi (Stand: 33. Spieltag 2024/25)[14]
- jüngster Spieler mit 6 Toren: Eren Dinkçi (Stand: 33. Spieltag 2024/25)[14]
- jüngster Spieler mit 7 Toren: Eren Dinkçi (Stand: 33. Spieltag 2024/25)[14]
- jüngster Spieler mit 8 Toren: Eren Dinkçi (Stand: 33. Spieltag 2024/25)[14]
- jüngster Spieler mit 9 Toren: Eren Dinkçi (Stand: 33. Spieltag 2024/25)[14]
- jüngster Spieler mit 10 Toren: Eren Dinkçi (Stand: 33. Spieltag 2024/25)[14]
- jüngster Spieler mit 11 Toren: Tim Kleindienst (Stand: 33. Spieltag 2024/25)[14]
- jüngster Spieler mit 12 Toren: Tim Kleindienst (Stand: 34. Spieltag 2024/25)[14]
- meiste Tore eines Spielers nach diversen Spieltagen (Stand: 34. Spieltag 2024/25):[39]
  - nach dem 1. Spieltag: 2 Spieler (je 1 Tor, 2024/25)
    - Paul Wanner
    - Jan Schöppner

  - nach dem 2. Spieltag: Paul Wanner (2 Tore, 2024/25)
  - nach dem 3. Spieltag: 2 Spieler (je 2 Tore, 2024/25)
  - Maximilian Breunig
  - Paul Wanner
  - nach dem 4. Spieltag: Eren Dinkçi (3 Tore, 2023/24)
  - nach dem 5. Spieltag: Eren Dinkçi (4 Tore, 2023/24)
  - nach dem 6. Spieltag: Eren Dinkçi (4 Tore, 2023/24)
  - nach dem 7. Spieltag: Eren Dinkçi (4 Tore, 2023/24)
  - nach dem 8. Spieltag: 2 Spieler (je 4 Tore, 2023/24)
    - Niklas Beste
    - Eren Dinkçi

  - nach dem 9. Spieltag: Eren Dinkçi (5, 2023/24)
  - nach dem 10. Spieltag: Eren Dinkçi (5, 2023/24)
  - nach dem 11. Spieltag: 3 Spieler (je 5 Tore, 2023/24)
    - Eren Dinkçi
    - Tim Kleindienst
    - Niklas Beste

  - nach dem 12. Spieltag: 3 Spieler (je 5 Tore, 2023/24)
    - Eren Dinkçi
    - Tim Kleindienst
    - Niklas Beste

  - nach dem 13. Spieltag: 3 Spieler (je 5 Tore, 2023/24)
    - Eren Dinkçi
    - Tim Kleindienst
    - Niklas Beste

  - nach dem 14. Spieltag: 3 Spieler (je 5 Tore, 2023/24)
    - Eren Dinkçi
    - Tim Kleindienst
    - Niklas Beste

  - nach dem 15. Spieltag: 3 Spieler (je 5 Tore, 2023/24)
    - Eren Dinkçi
    - Tim Kleindienst
    - Niklas Beste

  - nach dem 16. Spieltag: 2 Spieler (je 6 Tore, 2023/24)
    - Eren Dinkçi
    - Tim Kleindienst

  - nach dem 17. Spieltag: 2 Spieler (je 6 Tore, 2023/24)
    - Eren Dinkçi
    - Tim Kleindienst

  - nach dem 18. Spieltag: 2 Spieler (je 6 Tore, 2023/24)
    - Eren Dinkçi
    - Tim Kleindienst

  - nach dem 19. Spieltag: Eren Dinkçi (7, 2023/24)[15]
  - nach dem 20. Spieltag: Eren Dinkçi (7, 2023/24)
  - nach dem 21. Spieltag: Eren Dinkçi (7, 2023/24)
  - nach dem 22. Spieltag: 2 Spieler (je 7 Tore, 2023/24)
    - Eren Dinkçi
    - Tim Kleindienst

  - nach dem 23. Spieltag: 3 Spieler (je 7 Tore, 2023/24)
    - Eren Dinkçi
    - Tim Kleindienst
    - Niklas Beste

  - nach dem 24. Spieltag: 3 Spieler (je 7 Tore, 2023/24)
    - Eren Dinkçi
    - Tim Kleindienst
    - Niklas Beste

  - nach dem 25. Spieltag: 3 Spieler (je 7 Tore, 2023/24)
    - Eren Dinkçi
    - Tim Kleindienst
    - Niklas Beste

  - nach dem 26. Spieltag: Eren Dinkçi (8, 2023/24)
  - nach dem 27. Spieltag: Tim Kleindienst (9, 2023/24)
  - nach dem 28. Spieltag: Tim Kleindienst (11, 2023/24)
  - nach dem 29. Spieltag: Tim Kleindienst (11, 2023/24)
  - nach dem 30. Spieltag: Tim Kleindienst (11, 2023/24)
  - nach dem 31. Spieltag: Tim Kleindienst (11, 2023/24)
  - nach dem 32. Spieltag: Tim Kleindienst (12, 2023/24)
  - nach dem 33. Spieltag: Tim Kleindienst (12, 2023/24)
  - nach dem 34. Spieltag: Tim Kleindienst (12, 2023/24)
- meiste Tore des Vereins nach diversen Spieltagen (Stand: 34. Spieltag 2024/25):[40]
  - nach dem 1. Spieltag: 2 (2024/25)
  - nach dem 2. Spieltag: 6 (2024/25)
  - nach dem 3. Spieltag: 8 (2024/25)
  - nach dem 4. Spieltag: 8 (2×)
    - 2023/24
    - 2024/25

  - nach dem 5. Spieltag: 10 (2024/25)
  - nach dem 6. Spieltag: 10 (2×)
    - 2023/24
    - 2024/25

  - nach dem 7. Spieltag: 12 (2024/25)
  - nach dem 8. Spieltag: 12 (2×)
    - 2023/24
    - 2024/25

  - nach dem 9. Spieltag: 13 (2023/24)
  - nach dem 10. Spieltag: 15 (2023/24)
  - nach dem 11. Spieltag: 17 (2023/24)
  - nach dem 12. Spieltag: 17 (2023/24)
  - nach dem 13. Spieltag: 18 (2023/24)
  - nach dem 14. Spieltag: 21 (2023/24)
  - nach dem 15. Spieltag: 22 (2023/24)
  - nach dem 16. Spieltag: 25 (2023/24)
  - nach dem 17. Spieltag: 26 (2023/24)
  - nach dem 18. Spieltag: 27 (2023/24)
  - nach dem 19. Spieltag: 28 (2023/24)
  - nach dem 20. Spieltag: 28 (2023/24)
  - nach dem 21. Spieltag: 30 (2023/24)
  - nach dem 22. Spieltag: 31 (2023/24)
  - nach dem 23. Spieltag: 33 (2023/24)
  - nach dem 24. Spieltag: 34 (2023/24)
  - nach dem 25. Spieltag: 34 (2023/24)
  - nach dem 26. Spieltag: 35 (2023/24)
  - nach dem 27. Spieltag: 38 (2023/24)
  - nach dem 28. Spieltag: 41 (2023/24)
  - nach dem 29. Spieltag: 42 (2023/24)
  - nach dem 30. Spieltag: 43 (2023/24)
  - nach dem 31. Spieltag: 44 (2023/24)
  - nach dem 32. Spieltag: 45 (2023/24)
  - nach dem 33. Spieltag: 46 (2023/24)
  - nach dem 34. Spieltag: 50 (2023/24)
- meiste Punkte des Vereins nach diversen Spieltagen (Stand: 34. Spieltag 2024/25):[41]
  - nach dem 1. Spieltag: 3 (2024/25)
  - nach dem 2. Spieltag: 6 (2024/25)
  - nach dem 3. Spieltag: 6 (2024/25)
  - nach dem 4. Spieltag: 6 (2024/25)
  - nach dem 5. Spieltag: 9 (2024/25)
  - nach dem 6. Spieltag: 9 (2024/25)
  - nach dem 7. Spieltag: 9 (2024/25)
  - nach dem 8. Spieltag: 10 (2024/25)
  - nach dem 9. Spieltag: 10 (2024/25)
  - nach dem 10. Spieltag: 10 (2×)
    - 2023/24
    - 2024/25

  - nach dem 11. Spieltag: 10 (2×)
    - 2023/24
    - 2024/25

  - nach dem 12. Spieltag: 11 (2023/24)
  - nach dem 13. Spieltag: 11 (2023/24)
  - nach dem 14. Spieltag: 14 (2023/24)
  - nach dem 15. Spieltag: 17 (2023/24)
  - nach dem 16. Spieltag: 20 (2023/24)
  - nach dem 17. Spieltag: 21 (2023/24)
  - nach dem 18. Spieltag: 22 (2023/24)
  - nach dem 19. Spieltag: 23 (2023/24)
  - nach dem 20. Spieltag: 24 (2023/24)
  - nach dem 21. Spieltag: 27 (2023/24)
  - nach dem 22. Spieltag: 27 (2023/24)
  - nach dem 23. Spieltag: 28 (2023/24)
  - nach dem 24. Spieltag: 28 (2023/24)
  - nach dem 25. Spieltag: 28 (2023/24)
  - nach dem 26. Spieltag: 29 (2023/24)
  - nach dem 27. Spieltag: 30 (2023/24)
  - nach dem 28. Spieltag: 33 (2023/24)
  - nach dem 29. Spieltag: 34 (2023/24)
  - nach dem 30. Spieltag: 34 (2023/24)
  - nach dem 31. Spieltag: 37 (2023/24)
  - nach dem 32. Spieltag: 38 (2023/24)
  - nach dem 33. Spieltag: 39 (2023/24)
  - nach dem 34. Spieltag: 42 (2023/24)
- meiste Gegentore des Vereins nach diversen Spieltagen (Stand: 34. Spieltag 2024/25):[40]
  - nach dem 1. Spieltag: 2 (2023/24)
  - nach dem 2. Spieltag: 5 (2023/24)
  - nach dem 3. Spieltag: 7 (2023/24)
  - nach dem 4. Spieltag: 9 (2023/24)
  - nach dem 5. Spieltag: 13 (2023/24)
  - nach dem 6. Spieltag: 13 (2023/24)
  - nach dem 7. Spieltag: 15 (2023/24)
  - nach dem 8. Spieltag: 20 (2023/24)
  - nach dem 9. Spieltag: 22 (2023/24)
  - nach dem 10. Spieltag: 22 (2023/24)
  - nach dem 11. Spieltag: 26 (2023/24)
  - nach dem 12. Spieltag: 26 (2023/24)
  - nach dem 13. Spieltag: 28 (2×)
    - 2023/24
    - 2024/25

  - nach dem 14. Spieltag: 31 (2024/25)
  - nach dem 15. Spieltag: 33 (2024/25)
  - nach dem 16. Spieltag: 33 (2024/25)
  - nach dem 17. Spieltag: 36 (2024/25)
  - nach dem 18. Spieltag: 38 (2024/25)
  - nach dem 19. Spieltag: 40 (2024/25)
  - nach dem 20. Spieltag: 42 (2024/25)
  - nach dem 21. Spieltag: 43 (2024/25)
  - nach dem 22. Spieltag: 45 (2024/25)
  - nach dem 23. Spieltag: 47 (2024/25)
  - nach dem 24. Spieltag: 50 (2024/25)
  - nach dem 25. Spieltag: 51 (2024/25)
  - nach dem 26. Spieltag: 52 (2024/25)
  - nach dem 27. Spieltag: 52 (2024/25)
  - nach dem 28. Spieltag: 53 (2024/25)
  - nach dem 29. Spieltag: 56 (2024/25, Rekordwert für eine komplette Saison hier gebrochen)
  - nach dem 30. Spieltag: 60 (2024/25)
  - nach dem 31. Spieltag: 60 (2024/25)
  - nach dem 32. Spieltag: 60 (2024/25)
  - nach dem 33. Spieltag: 60 (2024/25)
  - nach dem 34. Spieltag: 64 (2024/25)
- meiste Gegentore eines Torhüters nach diversen Spieltagen (Stand: 34. Spieltag 2024/25):[40]
  - nach dem 1. Spieltag: 2 (2023/24, Kevin Müller)
  - nach dem 2. Spieltag: 5 (2023/24, Kevin Müller)
  - nach dem 3. Spieltag: 7 (2023/24, Kevin Müller)
  - nach dem 4. Spieltag: 9 (2023/24, Kevin Müller)
  - nach dem 5. Spieltag: 13 (2023/24, Kevin Müller)
  - nach dem 6. Spieltag: 13 (2023/24, Kevin Müller)
  - nach dem 7. Spieltag: 15 (2023/24, Kevin Müller)
  - nach dem 8. Spieltag: 20 (2023/24, Kevin Müller)
  - nach dem 9. Spieltag: 22 (2023/24, Kevin Müller)
  - nach dem 10. Spieltag: 22 (2023/24, Kevin Müller)
  - nach dem 11. Spieltag: 26 (2023/24, Kevin Müller)
  - nach dem 12. Spieltag: 26 (2023/24, Kevin Müller)
  - nach dem 13. Spieltag: 28 (2×, je Kevin Müller)
    - 2023/24
    - 2024/25

  - nach dem 14. Spieltag: 31 (2024/25, Kevin Müller)
  - nach dem 15. Spieltag: 33 (2024/25, Kevin Müller)
  - nach dem 16. Spieltag: 33 (2024/25, Kevin Müller)
  - nach dem 17. Spieltag: 36 (2024/25, Kevin Müller)
  - nach dem 18. Spieltag: 38 (2024/25, Kevin Müller)
  - nach dem 19. Spieltag: 40 (2024/25, Kevin Müller)
  - nach dem 20. Spieltag: 42 (2024/25, Kevin Müller)
  - nach dem 21. Spieltag: 43 (2024/25, Kevin Müller)
  - nach dem 22. Spieltag: 45 (2024/25, Kevin Müller)
  - nach dem 23. Spieltag: 47 (2024/25, Kevin Müller)
  - nach dem 24. Spieltag: 50 (2024/25, Kevin Müller)
  - nach dem 25. Spieltag: 51 (2024/25, Kevin Müller)
  - nach dem 26. Spieltag: 52 (2024/25, Kevin Müller)
  - nach dem 27. Spieltag: 52 (2024/25, Kevin Müller)
  - nach dem 28. Spieltag: 53 (2024/25, Kevin Müller)
  - nach dem 29. Spieltag: 56 (2024/25, Kevin Müller; Rekordwert für eine komplette Saison hier gebrochen)
  - nach dem 30. Spieltag: 60 (2024/25, Kevin Müller)
  - nach dem 31. Spieltag: 60 (2024/25, Kevin Müller)
  - nach dem 32. Spieltag: 60 (2024/25, Kevin Müller (Frank Feller blieb nach Einwechselung ohne Gegentreffer.))
  - nach dem 33. Spieltag: mindestens 60 (2024/25, Kevin Müller, (Frank Feller blieb ohne Gegentreffer nach einer Einwechselung.))
  - nach dem 34. Spieltag: mindestens 64 (2024/25, Kevin Müller, (Frank Feller blieb ohne Gegentreffer nach einer Einwechselung.))
- wenigste Gegentore des Vereins nach diversen Spieltagen (Stand: 34. Spieltag 2024/25):[40]
  - nach dem 1. Spieltag: 0 (2024/25)
  - nach dem 2. Spieltag: 0 (2024/25)
  - nach dem 3. Spieltag: 4 (2024/25)
  - nach dem 4. Spieltag: 7 (2024/25)
  - nach dem 5. Spieltag: 7 (2024/25)
  - nach dem 6. Spieltag: 8 (2024/25)
  - nach dem 7. Spieltag: 11 (2024/25)
  - nach dem 8. Spieltag: 11 (2024/25)
  - nach dem 9. Spieltag: 12 (2024/25)
  - nach dem 10. Spieltag: 15 (2024/25)
  - nach dem 11. Spieltag: 20 (2024/25)
  - nach dem 12. Spieltag: 24 (2024/25)
  - nach dem 13. Spieltag: 28 (2×)
    - 2023/24
    - 2024/25

  - nach dem 14. Spieltag: 30 (2023/24)
  - nach dem 15. Spieltag: 30 (2023/24)
  - nach dem 16. Spieltag: 32 (2023/24)
  - nach dem 17. Spieltag: 33 (2023/24)
  - nach dem 18. Spieltag: 34 (2023/24)
  - nach dem 19. Spieltag: 35 (2023/24)
  - nach dem 20. Spieltag: 35 (2023/24)
  - nach dem 21. Spieltag: 36 (2023/24)
  - nach dem 22. Spieltag: 38 (2023/24)
  - nach dem 23. Spieltag: 40 (2023/24)
  - nach dem 24. Spieltag: 42 (2023/24)
  - nach dem 25. Spieltag: 43 (2023/24)
  - nach dem 26. Spieltag: 44 (2023/24)
  - nach dem 27. Spieltag: 47 (2023/24)
  - nach dem 28. Spieltag: 49 (2023/24)
  - nach dem 29. Spieltag: 50 (2023/24)
  - nach dem 30. Spieltag: 52 (2023/24)
  - nach dem 31. Spieltag: 52 (2023/24)
  - nach dem 32. Spieltag: 53 (2023/24)
  - nach dem 33. Spieltag: 54 (2023/24)
  - nach dem 34. Spieltag: 55 (2023/24)
- meiste Siege in einer Saison: 10 (2023/24, Stand: 34. Spieltag 2024/25)[1]
- meiste Unentschieden in einer Saison: 12 (2023/24, Stand: 34. Spieltag 2024/25)[1]
- meiste Niederlagen in einer Saison: 21 (2024/25, Rekordwert nach 19 Spieltagen gebrochen, Stand: 34. Spieltag 2024/25)[22][42]
- wenigste Niederlagen in einer Saison: 12 (2023/24, Stand: 34. Spieltag 2024/25)[22][42]
- Trainer mit den meisten Niederlagen: Frank Schmidt (33, als bislang einziger Trainer, Stand: 34. Spieltag 2024/25)[1]
- Trainer mit den meisten Unentschieden: Frank Schmidt (17, als bislang einziger Trainer, Stand: 34. Spieltag 2024/25)[1]
- Trainer mit den meisten Siegen: Frank Schmidt (18, als bislang einziger Trainer, Stand: 34. Spieltag 2024/25)[1]
- erster Auswärtssieg: 1:0 (gegen Mainz 05, am 16. Spieltag 2023/24)[43]
- meiste Siege in Folge: 3 (14. bis 16. Spieltag 2023/24, Stand: 34. Spieltag 2024/25)[44][43]
- höchster Sieg: 4:0 (gegen den FC Augsburg am 2. Spieltag 2024/25, Stand: 34. Spieltag 2024/25)[45]
- höchste Niederlage: 0:4 (gegen Eintracht Frankfurt, am 12. Spieltag 2024/25, Stand: 34. Spieltag 2024/25)[46]
- höchstes Unentschieden: 3:3 (2×, Stand: 34. Spieltag 2024/25)[47][48][35]
  - beim VfB Stuttgart (am 27. Spieltag 2023/24)
  - bei Werder Bremen (am 17. Spieltag 2024/25)
- meiste Tore in einem Auswärtsspiel: 3 (3×, Stand: 34. Spieltag 2024/25)[47][48][35][49]
  - beim 3:3-Unentschieden beim VfB Stuttgart (27. Spieltag 2023/24)
  - beim 3:3-Unentschieden bei Werder Bremen (17. Spieltag 2024/25)
  - beim 3:0-Sieg bei Union Berlin (33. Spieltag 2024/25)
- meiste Spiele in Folge ohne Niederlage: 8 (4 Siege und 4 Unentschieden, 14. bis 21. Spieltag 2023/24, Stand: 34. Spieltag 2024/25)[50][51][31][52][53][54][55]
- meiste Heimspiele in Folge ohne Niederlage: 6 (bis 22. Spieltag 2023/24, Stand: 34. Spieltag 2024/25)[56][50][57][53][54][55]
- meiste Auswärtsspiele in Folge ohne Niederlage: 5 (bis 23. Spieltag 2023/24, Stand: 34. Spieltag 2024/25)[27][52][54]
- meiste Spiele in Folge ohne Sieg: 10 (6. bis 15. Spieltag 2024/25, Stand: 34. Spieltag 2024/25)[13][56][20][58]
- meiste Niederlagen in Folge: 7 (9. bis 15. Spieltag 2024/25, Stand: 34. Spieltag 2024/25)[59][56][20][58]
- erstes Eigentor: Jonas Föhrenbach (51. Minute, bei der 1:2-Niederlage bei Borussia Mönchengladbach zum Endstand, 9. Spieltag 2023/24)[60][61]
- erstes Eigentor für sich verbucht: durch Moritz Jenz (45’+2. Minute, zum 1:1-Endstand gegen den VfL Wolfsburg, 18. Spieltag 2023/24)[57]
- meiste Spiele in Folge ohne Torerfolg: 3 (28. bis 30. Spieltag 2024/25, Stand: 31. Spieltag 2024/25)[62]
- Anzahl Spiele ohne Gegentor: 13 (immer mit Kevin Müller im Tor, Stand: 31. Spieltag 2024/25)[63]
- meiste Spiele in Folge ohne Gegentor: 2 (1. bis 2. Spieltag 2024/25, Stand: 31. Spieltag 2024/25)[63]
- meiste Spiele ohne Gegentor in einer Saison: 9 (2024/25, laufend, Stand: 33. Spieltag 2024/25)[63][62]
- Torhüter mit den meisten Spielen ohne Gegentor: Kevin Müller (14, Stand: 33. Spieltag 2024/25)[63]
- meiste Minuten ohne Gegentreffer: 316 (bis 34. Spieltag 2024/25, Serie riss bei der 1:4-Niederlage gegen Werder Bremen, beim zwischenzeitlichen 0:1 in der 14. Minute, durch Romano Schmid, per Strafstoß, Stand: 34. Spieltag 2024/25)[64][65][66]
- meiste Minuten ohne Torerfolg: 432 (Serie riss am 31. Spieltag 2024/25, durch den 1:0-Siegtreffer beim VfB Stuttgart in der 89. Minute, von Mathias Honsak, Stand: 34. Spieltag 2024/25)[67]
- meiste Eckstöße mit Torerfolg in einer Saison ausgeführt: Niklas Beste (9, 2023/24, Stand: 34. Spieltag 2024/25)[47]
- Spieler mit den meisten direkte Freistoßtoren: Niklas Beste (2, 2023/24, Stand: 34. Spieltag 2024/25)[34]
- am häufigsten in einer Saison nach einem Rückstand gepunktet: 11× (2023/24, Stand: 34. Spieltag 2024/25)[68]
- beste Platzierung nach einem kompletten Spieltag: Platz 1 (1×, 2. Spieltag 2024/25, Stand: 34. Spieltag 2024/25)[69][45]
- am häufigsten in einer Saison mindestens 3 Gegentreffer kassiert: 13× (2024/25, Rekordwert aus der Vorsaison wurde am 12. Spieltag gebrochen, Stand: 34. Spieltag 2024/25)[70]
- in den meisten Spielen in Folge mindestens 3 Gegentreffer kassiert: 5 (10. bis 14. Spieltag 2024/25, Stand: 34. Spieltag 2024/25)[70]